# Khairul Idham Pawi

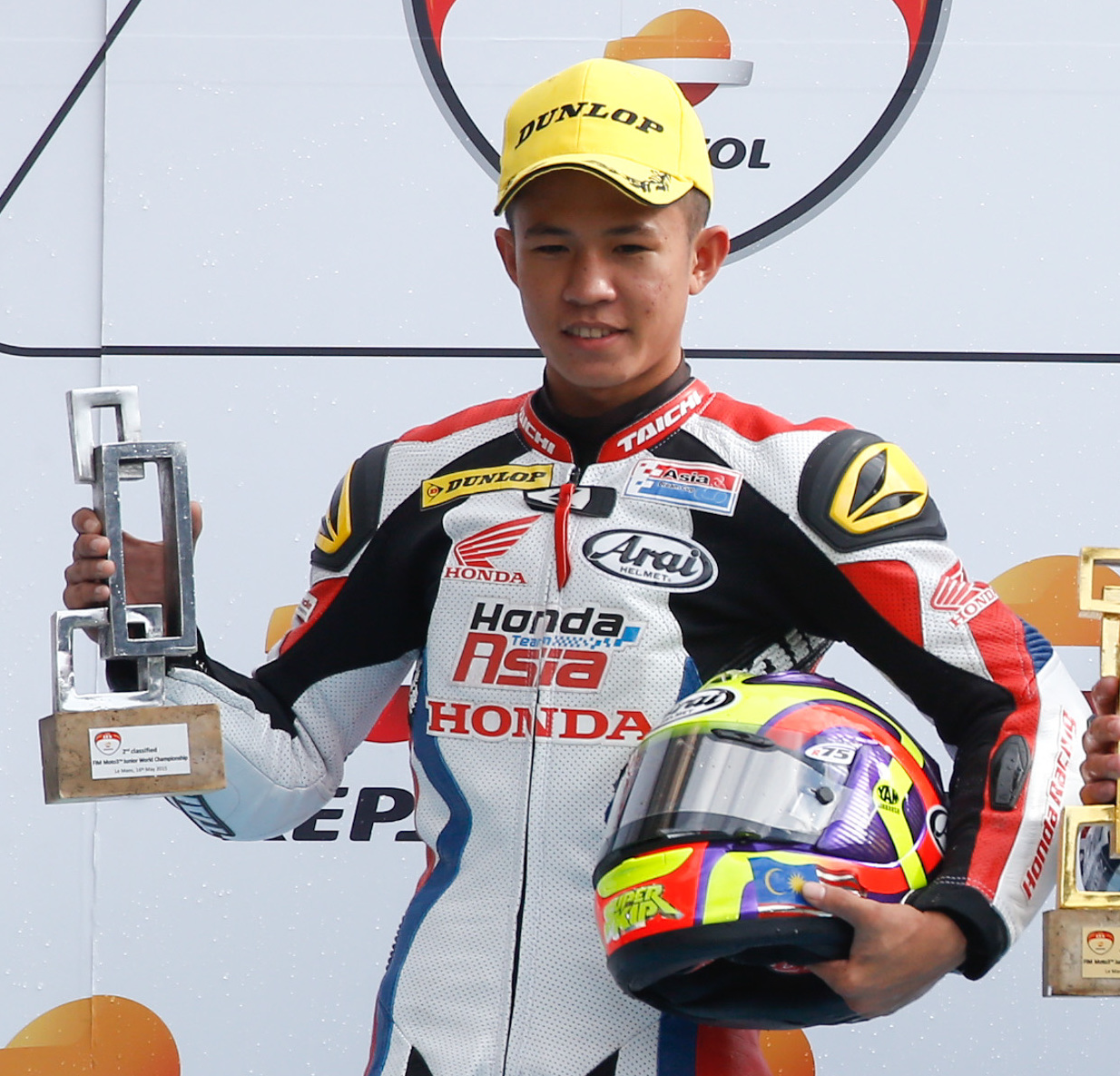
Khairul Idham Pawi in 2015

Khairul Idham Pawi (Kampung Gajah, 20 september 1998) is een Maleisisch motorcoureur.

## Carrière
Pawi begon zijn motorsportcarrière in 2012 in de Malaysian Cub Prix WIRA, waarin hij op een Honda elfde werd. In 2013 verbeterde hij zich hier naar een zevende plaats, terwijl hij vierde werd in de Asia Dream Cup. In 2014 sloot hij beide kampioenschappen winnend af. In 2015 kwam hij uit in de FIM CEV Moto3-klasse, waarin hij met drie podiumplaatsen zesde werd in de eindstand. Tevens debuteerde hij dat jaar in het wereldkampioenschap wegrace met een wildcard in de Moto3-klasse tijdens de Grand Prix van Aragón op een Honda en eindigde deze race op de 25e plaats. In 2016 maakte hij de fulltime overstap naar de Moto3 op een Honda, waarbij hij naast Hiroki Ono in een team reed. Tijdens de tweede Grand Prix in Argentinië kwalificeerde hij zich op een zevende plaats en wist verrassend de race te winnen met bijna een halve minuut voorsprong op de nummer twee Jorge Navarro. Hij werd hiermee de eerste coureur uit Maleisië die een Grand Prix wist te winnen.

## Statistieken

### Grand Prix

#### Per seizoen
| Seizoen | Klasse | Motor  | Team                     | Races | Winst | Podiums | Poles | SR | Ptn | Pos |
| ------- | ------ | ------ | ------------------------ | ----- | ----- | ------- | ----- | -- | --- | --- |
| 2015    | Moto3  | Honda  | Honda Team Asia          | 1     | 0     | 0       | 0     | 0  | 0   | NC  |
| 2016    | Moto3  | Honda  | Honda Team Asia          | 18    | 2     | 2       | 0     | 1  | 62  | 19e |
| 2017    | Moto2  | Kalex  | Idemitsu Honda Team Asia | 18    | 0     | 0       | 0     | 0  | 10  | 27e |
| 2018    | Moto2  | Kalex  | Idemitsu Honda Team Asia | 18    | 0     | 0       | 0     | 0  | 1   | 30e |
| 2019    | Moto2  | Kalex  | Petronas Sprinta Racing  | 3     | 0     | 0       | 0     | 0  | 3   | 30e |
| 2020    | Moto3  | Honda  | Petronas Sprinta Racing  | 13    | 0     | 0       | 0     | 0  | 0   | 32e |
| 2024    | Moto2  | Kalex  | Petronas MIE Racing RW   | 0     | 0     | 0       | 0     | 0  | 0   | NC  |
| Totaal  | Totaal | Totaal | Totaal                   | 71    | 2     | 2       | 0     | 1  | 76  |     |

#### Per klasse
| Klasse | Seizoenen       | 1e GP           | 1e podium       | 1e winst        | Races | Winst | Podiums | Poles | SR | Ptn | Kampioen |
| ------ | --------------- | --------------- | --------------- | --------------- | ----- | ----- | ------- | ----- | -- | --- | -------- |
| Moto3  | 2015-2016, 2020 | Aragón 2015     | Argentinië 2016 | Argentinië 2016 | 32    | 2     | 2       | 0     | 1  | 62  | 0        |
| Moto2  | 2017-2019, 2024 | Qatar 2017      |                 |                 | 39    | 0     | 0       | 0     | 0  | 14  | 0        |
| Totaal | 2015-2020, 2024 | 2015-2020, 2024 | 2015-2020, 2024 | 2015-2020, 2024 | 71    | 2     | 2       | 0     | 1  | 76  | 0        |

#### Races per jaar
(vetgedrukt betekent pole positie; cursief betekent snelste ronde)
| Jaar | Klasse | Motor | 1      | 2      | 3      | 4       | 5       | 6       | 7       | 8       | 9      | 10     | 11      | 12     | 13     | 14      | 15     | 16      | 17      | 18     | 19      | 20  | Pos | Ptn |
| ---- | ------ | ----- | ------ | ------ | ------ | ------- | ------- | ------- | ------- | ------- | ------ | ------ | ------- | ------ | ------ | ------- | ------ | ------- | ------- | ------ | ------- | --- | --- | --- |
| 2015 | Moto3  | Honda | QAT    | AME    | ARG    | SPA     | FRA     | ITA     | CAT     | NED     | DUI    | INP    | TSJ     | GBR    | SMR    | ARA 25  | JPN    | AUS     | MAL     | VAL    |         |     | NC  | 0   |
| 2016 | Moto3  | Honda | QAT 22 | ARG 1  | AME 20 | SPA 14  | FRA 14  | ITA DNF | CAT DNF | NED DNF | DUI 1  | OOS 27 | TSJ DNF | GBR 22 | SMR 22 | ARA 22  | JPN 19 | AUS DNF | MAL 8   | VAL 25 |         |     | 19  | 62  |
| 2017 | Moto2  | Kalex | QAT 28 | ARG 24 | AME 25 | SPA DNF | FRA 22  | ITA 26  | CAT 25  | NED 26  | DUI 20 | TSJ 14 | OOS 17  | GBR 28 | SMR 8  | ARA DNF | JPN 23 | AUS 21  | MAL DNF | VAL 25 |         |     | 27  | 10  |
| 2018 | Moto2  | Kalex | QAT 23 | ARG 24 | AME 25 | SPA 18  | FRA 15  | ITA 18  | CAT 19  | NED 19  | DUI 17 | TSJ 20 | OOS 16  | GBR C  | SMR 22 | ARA 27  | THA 21 | JPN 22  | AUS 16  | MAL 17 | VAL DNF |     | 30  | 1   |
| 2019 | Moto2  | Kalex | QAT 17 | ARG 13 | AME 17 | SPA DNS | FRA     | ITA     | CAT     | NED     | DUI    | TSJ WD | OOS     | GBR    | SMR    | ARA     | THA    | JPN     | AUS     | MAL    | VAL     |     | 30  | 3   |
| 2020 | Moto3  | Honda | QAT 26 | SPA 22 | AND 20 | TSJ 22  | OOS DNS | STI     | SMR 21  | EMI 24  | CAT 24 | FRA 19 | ARA 27  | TER 27 | EUR 22 | VAL DNF | POR 28 |         |         |        |         |     | 32  | 0   |
| 2024 | Moto2  | Kalex | QAT    | POR    | AME    | SPA     | FRA     | CAT     | ITA     | NED     | DUI    | GBR    | OOS     | ARA    | SMR    | EMI     | INA    | JPN     | AUS     | THA    | MAL DNS | SOL | NC  | 0   |